# برادلى أوجست
برادلى أوجست (بالإنجليزية: Bradley August)‏ (24 سبتمبر 1978 كيب تاون جنوب أفريقيا - ) هو لاعب كرة قدم جنوب أفريقي.

## روابط خارجية
- برادلى أوجست على موقع قاعدة بيانات كرة القدم.إي يو (الإنجليزية)
- برادلى أوجست على موقع ناشيونال فوتبول تيمز (الإنجليزية)